# 호한민

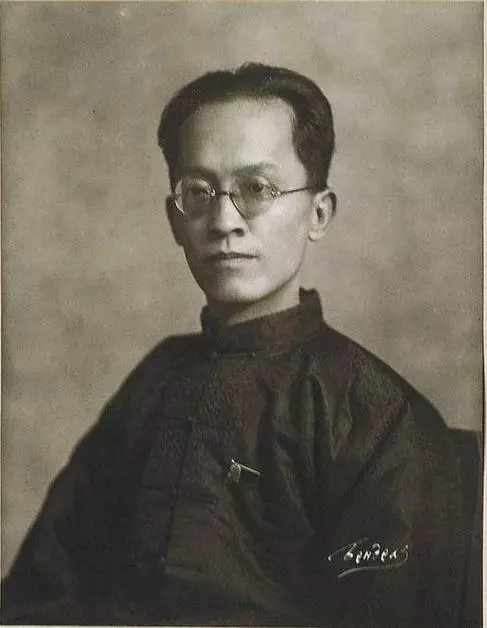

호한민(胡漢民, 1879년 12월 9일~1936년 5월 12일)은 중화민국의 정치가다. 대한민국 독립운동에 기여한 공로가 인정되어 1968년 건국훈장 대통령장에 추서되었다.
광동 번우 사람으로, 근대 시기의 민주 혁명가이며 정치인이다. 일본 유학중에 손문이 이끄는 중국혁명동맹회에 가입하였다. 중화민국정부 총참의 겸 문관장, 정치부장, 육군대원수대본영 총참의, 총통비서장 등을 지냈다.

## 대한민국 독립운동 지원
- 1912년 신규식이 한중 양국의 우의 및 한국의 독립을 촉진하기 위해 결성한 신아동제사에 참여함.
- 1921년 10~11월 대한민국임시정부 국무총리 신규식이 임시정부 승인문제로 호법정부 대총통 손문을 만날 때 호법정부 비서장으로 배석해 한국독립운동에 대한 지지의사를 강력하게 피력함.
- 1926년 11월 노령 블라디보스토크에서 데려온 한인 청년 10여 명을 황포군관학교에 입교하게 함.
- 1931년 임시정부 외교부장 조소앙을 면담하고 한중연대를 통한 대일항전을 계획함.[2]